# Frechetsfeld
Frechetsfeld ist ein Gemeindeteil der Gemeinde Birgland im Landkreis Amberg-Sulzbach (Oberpfalz, Bayern).

## Geografie
Das Dorf  liegt im Norden des Oberpfälzer Jura auf einer Höhe von 536 m ü. NHN und ist etwa sieben Kilometer von dem ostnordöstlich liegenden Pfarrdorf Illschwang entfernt, in dem die Birglander Gemeindeverwaltung ihren Sitz hat.

## Geschichte

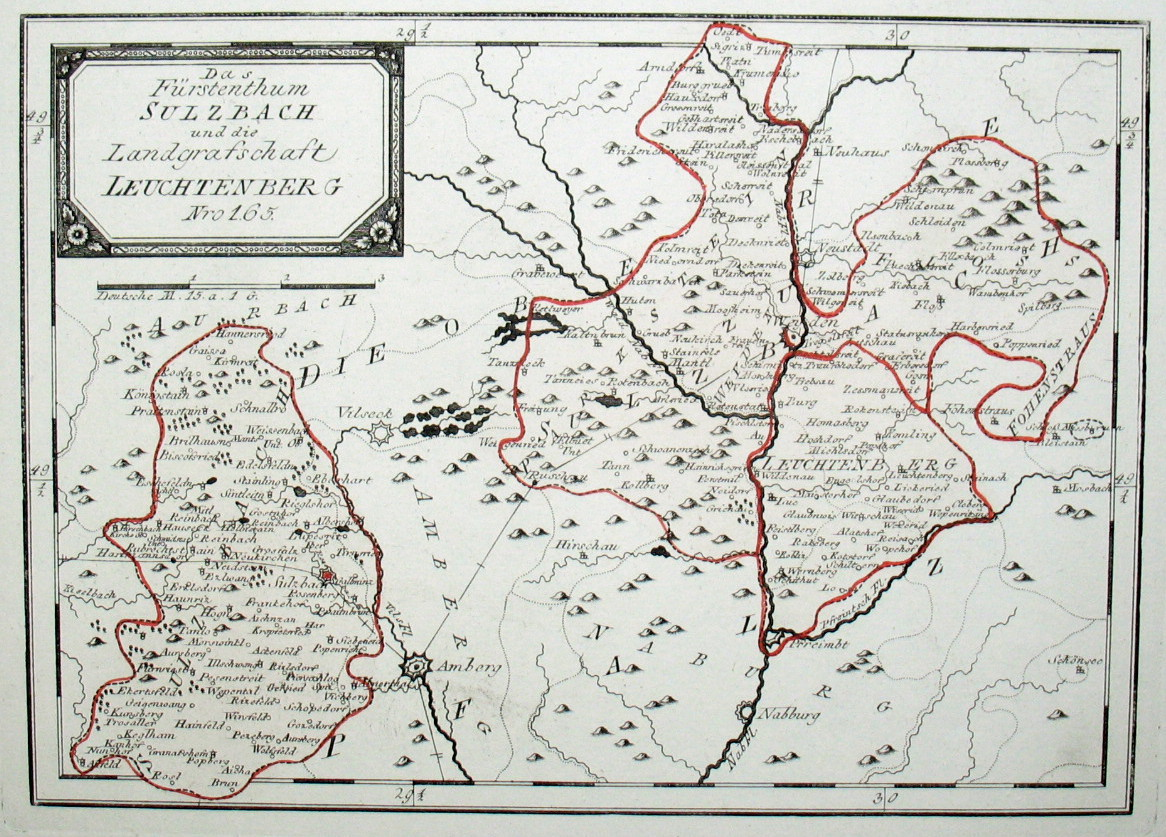
Das Territorium des Herzogtums Sulzbach mit dem Gebiet des Landrichteramtes Sulzbach im Südwesten

Zum Ende des Heiligen Römischen Reiches unterstand das bis 1777 kurpfälzische Dorf der Landeshoheit des Kurfürstentums Pfalzbaiern. Es gehörte dabei zum Landrichteramt Sulzbach, dem  südwestlichen Teil des wittelsbachischen Herzogtums Sulzbach.  Im Rahmen des im Herzogtum Sulzbach seit 1652 geltenden Simultaneums waren sowohl die evangelischen als auch die katholischen Einwohner des damals aus zehn Anwesen bestehenden Ortes nach Illschwang gepfarrt.
Durch die Verwaltungsreformen zu Beginn des 19. Jahrhunderts im Königreich Bayern wurde Frechetsfeld mit dem Gemeindeedikt von 1818 eine Ruralgemeinde, zu der Burkartshof, Eckertsfeld, Geigenwang, Gronatshof, Haslach und Woppenthal gehörten. Im Zuge der Gebietsreform in Bayern wurde die Gemeinde Frechetsfeld am 1. Juli 1972 in die neu gebildete Flächengemeinde Birgland eingegliedert. Im Jahr 1987 zählte Frechetsfeld 41 Einwohner.

## Verkehr
Die aus dem Nordnordwesten von Fürnried kommende Kreisstraße AS 3 durchquert den Ort und führt über Burkartshof weiter zur Staatsstraße 2164. Der ÖPNV bedient das Dorf an einer Haltestelle der Rufbuslinie 24 des VGN. Der am schnellsten erreichbare Bahnhof befindet sich in Sulzbach-Rosenberg an der Bahnstrecke Nürnberg–Schwandorf.

## Sehenswürdigkeiten
In Frechetsfeld befindet sich ein denkmalgeschützter Wohnstallbau, der zu Beginn des 20. Jahrhunderts errichtet wurde.